# Andrea Eife
Andrea Eife   (Leipzig, 12 d'abril de 1956), coneguda posteriorment amb el cognom de casada Gemsleben, és una nedadora alemanya, ja retirada, especialista en estil lliure, que va competir durant la dècada de 1970.
El 1972 va prendre part en els Jocs Olímpics d'Estiu de Londres, on va disputar quatre proves del programa de natació. En els 4x100 metres lliures, formant equip amb Kornelia Ender, Elke Sehmisch i Gabriele Wetzko, guanyà la medalla de plata. En els 100 metres lliures fou cinquena i en els 200 metres lliures sisena, mentre en els 800 metres lliures quedà eliminada en sèries.
En el seu palmarès també destaquen una medalla d'or i de bronze al Campionat del món de natació de 1973 i una d'or i una de bronze al Campionat d'Europa de natació de 1974. Entre 1972 i 1975 guanyà cinc campionats nacionals de la RDA.
Estudià dret i va treballar com a assessora jurídica a LEW Hennigsdorf. Després de la caiguda del Mur de Berlín es va traslladar a viure a Luxemburg, on treballà d'entrenadora de natació.